# Bardas Focas
Bardas Focas (en griego: Βάρδας Φωκᾶς; fallecido el 13 de abril de 989) fue un eminente militar bizantino que participó en tres revueltas ocurridas durante el gobierno de la Dinastía macedónica.

## Primera rebelión
Bardas era miembro de los Focas, una de las más importantes familias nobles del siglo X. Su padre León Focas el Joven fue curopalate y hermano del emperador Nicéforo II. Ya desde muy joven, Bardas se labró una gran reputación como guerrero.
Si su carrera militar progresó rápidamente, se derrumbó casi más de prisa. A la muerte de su tío en 970, Bardas y su familia se rebelaron contra el nuevo emperador, y primo suyo Juan I Tzimisces. Bardas fue proclamado emperador por las tropas acantonadas en Caesarea, pero la rebelión fue sofocada por otro hábil comandante, Bardas Esclero. Focas y sus parientes fueron capturados y desterrados a la isla de Quíos, donde pasaría los siguientes siete años.

## Focas contra Esclero

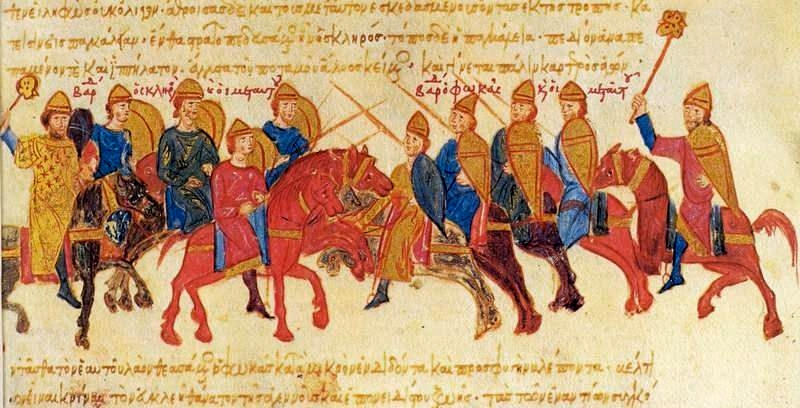
Choque de los ejércitos de Esclero y Focas, miniatura del Madrid Skylitzes.

En 978, Bardas fue liberado de su celda por el eunuco Basilio Lecapeno, tío del emperador Basilio II y regente de facto. Fue enviado disfrazado a su Capadocia natal para sublevar a la aristocracia local contra Esclero, que se había levantado contra las autoridades imperiales y avanzaba hacia el Helesponto. Ayudado por tropas georgianas dirigidas por Juan Tornicio, Focas logró suprimir la revuelta, obteniendo la victoria contra Esclero en Pankalia, pese a varios contratiempos. Por sus servicios a la corona, se le concedió el cargo de doméstico de las escolas y el mando de los ejércitos con la misión de recuperar Alepo de manos sarracenas. Posteriormente, citando a Psellos, «se le dio el privilegio de un Triunfo y ocupó su lugar entre los amigos personales de su soberano».[cita requerida]

## Segunda revuelta
Mientras que Constantino VIII fue fácilmente dominado por sus consejeros, su hermano Basilio se mostró rápidamente como un hombre ansioso de supremacía. Su energía y determinación dejaron bien claro su deseo de tomar la administración del imperio en sus manos y controlar personalmente el ejército. Su creciente independencia alarmó tanto a Basilio como a Focas, y en 987 comenzaron a conspirar junto a su antiguo enemigo Esclero con la idea de repartirse el imperio en caso de lograr éxito en su empresa.
En una campaña que, curiosamente, imitaba a la de Esclero una década anterior, Focas se proclamó emperador y se apoderó de la mayor parte de Anatolia. «Ya no era imaginación, sino auténtica realidad, que vistió las ropas imperiales, con la corona de emperador y la púrpura real», dice Psellos.[cita requerida]
Tras encarcelar a Esclero, inició el asedio a Abidos, amenazando con bloquear los Dardanelos. Así las cosas, Basilio II obtuvo la ayuda de su cuñado Vladimir, príncipe de Kiev en forma de mercernarios varegos y marchó hacia Abidos.
Los dos ejércitos se encontraron y Focas galopó directamente hacia el emperador en busca del combate directo. Justo cuando se preparaba para el choque, sufrió un desvanecimiento, cayó de su caballo y se le dio por muerto. Su cabeza fue cortada y entregada a Basilio, terminando así la rebelión.

## Descendencia
A través de su matrimonio con una tal Adralestina, prima suya, Bardas dejó dos hijos, León y Nicolás. Su nieto y tocayo, Bardas Focas, fue cegado por las autoridades imperiales en 1025. Se cree que la familia de los Focades descienden de él.